# Arrondissement spécial de Tokyo

Les 23 arrondissements de Tokyo.

Au Japon, la partie orientale de la Métropole de Tokyo est divisée en 23 arrondissements spéciaux (特別区, tokubetsu-ku), plus généralement désignés comme les 23 arrondissements (23区, nijūsan-ku). Ils formaient la ville de Tokyo jusqu'à sa fusion avec la préfecture de Tokyo dans la Métropole de Tokyo en 1943, et constituent toujours le cœur historique et économique du grand Tokyo, lui même inclus dans la mégalopole japonaise. Les grandes institutions politiques du pays se trouvent toujours dans les arrondissements spéciaux. Aujourd'hui, chaque arrondissement constitue à lui seul une municipalité urbaine, à un niveau administratif équivalent à celui d'une ville et immédiatement subordonné à la métropole dont le rang est celui de préfecture. Pris dans leur ensemble, ils regroupent 9,5 millions d'habitants[Quand ?]. 
En japonais, chaque arrondissement est désigné par son nom suivi du suffixe ku (区).

## Histoire
Les 23 arrondissements spéciaux ont été créés en août 1947. En 1974, une réforme a donné aux arrondissements spéciaux le droit d'élire leurs maires par un vote populaire, et des droits similaires aux autres villes japonaises. Cependant, des services comme l'eau et les pompiers restent du ressort de la préfecture de Tokyo.

## Liste des arrondissements spéciaux de Tokyo
|       | Nom        | Kanji    | Population (novembre 2014) | densité hab./km2 | Sup. (km2) | Principaux quartiers                                                                               | Description |
| ----- | ---------- | -------- | -------------------------- | ---------------- | ---------- | -------------------------------------------------------------------------------------------------- | --- |
|       | Adachi     | 足立区   | 689 843                    | 12 967           | 53,20      | Kitasenju, Takenotsuka                                                                             | Dans le nord-est |
|       | Arakawa    | 荒川区   | 207 714                    | 20 364           | 10,20      | Arakawa, Nippori, Minamisenju                                                                      | |
|       | Bunkyō     | 文京区   | 215 701                    | 19 072           | 11,31      | Hongō, Yayoi, Hakusan, Koishikawa                                                                  | |
|       | Chiyoda    | 千代田区 | 53 372                     | 4 585            | 11,64      | Nagatachō, Kasumigaseki, Otemachi, Marunouchi, Akihabara, Yurakucho, Iidabashi, Kanda, Kudan       | Au centre : palais impérial de Tokyo, jardins de Kitanomaru, institutions politiques, grande gare, quartier d'affaires, centres commerciaux, zones résidentielles, écoles privées et restaurants |
|       | Chūō       | 中央区   | 138 840                    | 13 639           | 10,18      | Ginza, Nihonbashi, Kachidoki, Tsukishima, Tsukuda, Tsukiji, Hatchōbori, Kayabachō, Shinkawa        | Vieux quartier commerçant, marché aux poissons, jardins Hamarikyu |
|       | Edogawa    | 江戸川区 | 679 018                    | 13 618           | 49,86      | Kasai, Koiwa                                                                                       | |
|       | Itabashi   | 板橋区   | 543 060                    | 16 881           | 32,17      | Itabashi, Takashimadaira                                                                           | |
|       | Katsushika | 葛飾区   | 442 836                    | 12 711           | 34,84      | Tateishi, Aoto, Kameari                                                                            | |
|       | Kita       | 北区     | 338 664                    | 16 448           | 20,59      | Akabane, Oji, Tabata                                                                               | |
|       | Kōtō       | 江東区   | 482 945                    | 12 077           | 40,00      | Kiba, Ariake, Kameido, Toyocho, Monzennakacho, Fukagawa, Kiyosumi, Shirakawa, Etchūjima, Sunamachi | |
|       | Meguro     | 目黒区   | 276 026                    | 18 777           | 14,70      | Meguro, Nakameguro, Jiyūgaoka                                                                      | Quartier du centre-ville |
|       | Minato     | 港区     | 218 204                    | 10 728           | 20,34      | Odaiba, Shinbashi, Shinagawa, Roppongi, Toranomon, Aoyama, Azabu, Hamamatsucho, Tamachi            | Dans le centre, nombreuses ambassades ; tourisme, art et vie nocturne à Roppongi |
|       | Nakano     | 中野区   | 319 658                    | 20 504           | 15,59      | Nakano                                                                                             | |
|       | Nerima     | 練馬区   | 722 919                    | 15 011           | 48,16      | Nerima, Oizumi, Hikarigaoka                                                                        | Résidentiel |
|       | Ōta        | 大田区   | 707 347                    | 11 707           | 60,42      | Ōmori, Kamata, Haneda, Den-en-chōfu, Ikegami                                                       | Résidentiel, aéroport de Haneda, lieu de transit pour les villes de Kawasaki et Yokohama |
|       | Setagaya   | 世田谷区 | 899 286                    | 15 484           | 58,08      | Setagaya, Sangenjaya, Shimokitazawa, Tamagawa                                                      | L'arrondissement le plus peuplé. Quartiers résidentiels au sud-ouest |
|       | Shibuya    | 渋谷区   | 214 763                    | 14 213           | 15,11      | Shibuya, Ebisu, Harajuku, Hiroo, Sendagaya, Yoyogi                                                 | Quartier animé de l'ouest de Tokyo, quartiers résidentiels |
|       | Shinagawa  | 品川区   | 374 823                    | 16 497           | 22,72      | Shinagawa, Oimachi, Gotanda                                                                        | |
|       | Shinjuku   | 新宿区   | 335 320                    | 18 394           | 18,23      | Shinjuku, Takadanobaba, Okubo, Kagurazaka, Ichigaya                                                | Quartier des affaires, et des plaisirs nocturnes (Kabukichō), point d'arrivée des banlieues ouest et sud                                                                                         |
|       | Suginami   | 杉並区   | 557 883                    | 16 399           | 34,02      | Koenji, Kamiogi, Asagaya                                                                           | |
|       | Sumida     | 墨田区   | 255 524                    | 18 584           | 13,75      | Kinshicho, Morishita, Ryōgoku                                                                      | Tokyo Skytree |
|       | Taitō      | 台東区   | 185 057                    | 18 359           | 10,08      | Ueno, Asakusa                                                                                      | Célèbre temple bouddhiste Sensō-ji, à Asakusa ; musée national de Tokyo |
|       | Toshima    | 豊島区   | 294 351                    | 22 625           | 13,01      | Ikebukuro, Senkawa, Sugamo, Komagome                                                               | |
| Total | Total      | Total    | 9 153 154                  | 14 692           | 622,99     | | |